# コルマール・フォン・デア・ゴルツ
ヴィルヘルム・レオポルト・コルマール・フォン・デア・ゴルツ男爵（Wilhelm Leopold Colmar Freiherr von der Goltz, 1843年8月12日 - 1916年4月19日）は、プロイセン王国の軍人、軍事学者である。

## 生涯
1843年に東プロイセンにおいて没落貴族の家庭に生まれる。
1861年に陸軍に入隊し、5年後にベルリンの陸軍大学校に入学する。しかし普墺戦争で一時的に学業から離れて従軍し、負傷する。翌年に参謀本部陸地測量部の勤務を命じられ、1870年から約1年の間にフリードリヒ・カールの第二軍幕僚として従軍した。戦後にはポツダムの軍学校の教官となり、そして参謀本部戦史部に配属される。1878年にベルリンの陸軍大学校で教官となり、戦史教育に携わり、執筆活動もこの頃に行っている。
1883年にはオスマン帝国の要請により12年間にわたって派遣され、オスマン帝国軍の改革に貢献し、陸軍元帥の名誉が授与された。1896年に帰国した後は師団長となり、1911年には元帥として退役した。第一次世界大戦におけるドイツ軍の占領行政に当たってはベルギーの軍政監を務めている。さらにオスマン帝国へ再び派遣され、軍事顧問としてスルタンの最高統帥部に就く。1915年にオスマン帝国陸軍第一軍の司令官としてメソポタミア作戦を指揮統率し、その翌年にバグダードで死去した。青年トルコ党による暗殺という説もある。

## 軍事思想
ゴルツは当時対立的であったクラウゼヴィッツ派とジョミニ派の軍事思想を両方から受け入れていた。ジョミニ派の「戦争の普遍的な原則」を認めながらも、クラウゼヴィッツの「摩擦」、「偶然」などによって原則の適用が困難となると考え、両派の考え方を融合した軍事思想を展開した。またクラウゼヴィッツの『戦争論』における「防御は攻撃よりも強力である」との記述に反論し、攻撃こそがすぐれた戦闘行動であると考え、さらにクラウゼヴィッツによる改訂が行われていれば防御優位の内容も変更されていたはずだと主張した。